# Берёзовский сельсовет (Чарышский район)
Берёзовский сельсовет — муниципальное образование со статусом сельского поселения и административно-территориальное образование в Чарышском районе Алтайского края России. Административный центр — село Берёзовка.
Упразднён 4 марта 2022 года в связи с преобразованием муниципального района в муниципальный округ.

## Население
| 1997  | 1998  | 1999  | 2000  | 2001  | 2002  |
| ----- | ----- | ----- | ----- | ----- | ----- |
| 1194  | ↗1202 | ↘1179 | ↗1192 | ↘1174 | ↘1106 |
| 2003  | 2004  | 2005  | 2006  | 2007  | 2008  |
| ↘1076 | ↘1058 | ↘1007 | ↗1012 | ↘1010 | ↗1018 |
| 2009  | 2010  | 2011  | 2012  | 2013  | 2014  |
| ↘1010 | ↘955  | ↘951  | ↗966  | ↘960  | ↘931  |
| 2015  | 2016  | 2017  | 2018  | 2019  | 2020  |
| ↘917  | ↘912  | ↘895  | ↗897  | ↘877  | ↘870  |
| 2021  |       |       |       |       |       |
| ↘858  |       |       |       |       |       |

По результатам Всероссийской переписи населения 2010 года, численность населения муниципального образования составила 955 человек, в том числе 476 мужчин и 479 женщин. Оценка Росстата на 1 января 2012 года — 966 человек.

## Населённые пункты
В состав сельсовета входили 3 населённых пункта:
- село Берёзовка,
- село Комендантка,
- село Майорка.